# ConocoPhillips
ConocoPhillips Company es una empresa internacional de energía cuya sede central está ubicada en Houston, Texas, aunque dispone de oficinas en varios países. Es la tercera mayor petrolera de Estados Unidos, Fue creada tras la fusión de Conoco Inc. y la Phillips Petroleum Company el 30 de agosto de 2002.
ConocoPhillips emplea a unas 32.600 personas en todo el mundo en casi 40 países. A partir del año 2006, sus 12 refinerías de EE. UU. tenían una capacidad de procesamiento de crudo combinado de 2.208.000 de barriles por día de manera que es el segundo mayor refinador en los Estados Unidos. En todo el mundo, tienen una capacidad combinada de procesamiento de crudo de 2.901.000 de bbl/d (461.200 m³ / d) de manera que es el quinto mayor refinador en el mundo.
En 2009, sus beneficios para el primer trimestre fueron de US$840 millones, un 80% menos que el mismo trimestre del año anterior, a causa de la caída del precio del petróleo.

## Disputa con Venezuela
Luego de que el gobierno venezolano expropiara proyectos de explotación de esta empresa en la faja del Orinoco, ConocoPhillips y la compañía Exxon han iniciado un juicio contra Venezuela por 40 000 millones de dólares, de los cuales Venezuela inicialmente tiene que pagar 908 millones de dólares.
El gobierno de Venezuela alega como defensa propia la nacionalización del petróleo, sin embargo dicha nacionalización fue ya realizada en 1976.